# 司牙孜会谳
司牙孜会谳（俄语：международный съезд，翻译为国际代表会，也可以被称为边境仲裁会或民间边界会）是晚清时期至民國初年中國与俄罗斯帝国政府依照哈萨克习惯法以及伊斯兰教法在中俄边境地区清理积案的一种特别的审案模式。参与司牙孜会谳的当地居民除了包括哈萨克人、柯尔克孜族、维吾尔人等穆斯林之外，还包括索伦人、锡伯人及汉人等非穆斯林。

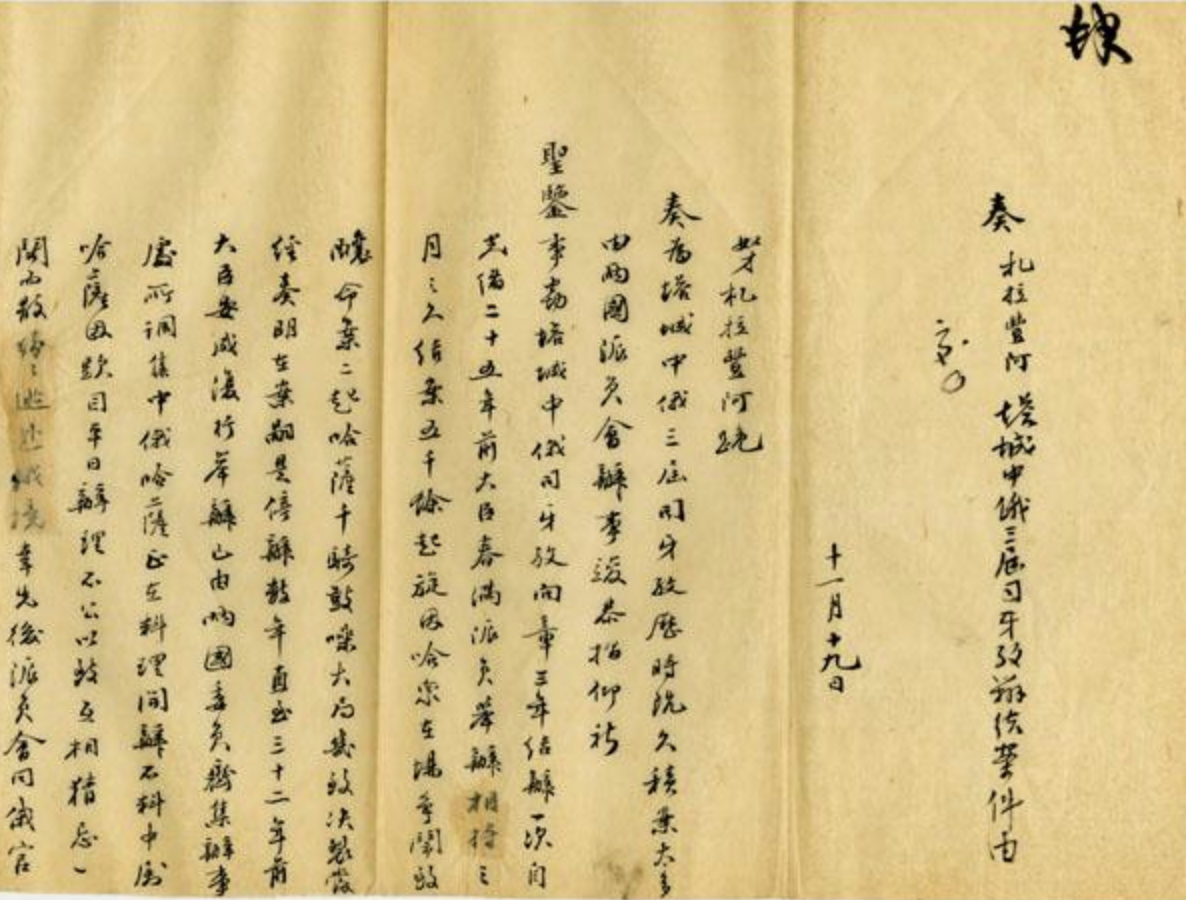
奏折《奏報塔城中俄三屆司牙孜會辦結案七千餘起》

## 背景及建立
1758年，清帝国占领了原准噶尔汗国的领土，此举使得被准噶尔汗国吞并的哈萨克汗国大玉兹、中玉兹臣属于清政府，清政府对其采取“羁縻服属”的政策，允许哈萨克牧民进入新疆北部放牧。1762年，大玉兹首领阿布赉汗又与小玉兹首领阿布勒海尔宣布效忠于俄国女皇叶卡捷琳娜二世。至此，哈萨克汗国对清政府和俄罗斯帝国双重臣属关系正式形成。19世纪，哈萨克汗国覆灭，俄罗斯帝国逐步控制原哈萨克汗国领土，哈萨克汗国的国民因此被分为“俄属哈萨克”和“中属哈萨克”。1851年，《中俄伊犁塔爾巴哈臺通商章程》签订，往来商客开始频繁出现在中俄边境。随着贸易的发展，所发生的借贷欠款、绑架、杀人越货等事件有增无减，面对与日俱增的民事、刑事案件的发生，中俄双发曾进行过数次实践但并未形成稳定的能够解决纠纷制度性机制。
1864年底，清政府与俄罗斯帝国签订不平等条约《中俄勘分西北界约记》后，由于新疆地区正在经历同治新疆回变、清军收复新疆之战、伊犁危机等战争或冲突的侵扰，使得西部边界一直未被正式划定。这导致了大量因战乱、放牧、被夺取牧场或者躲避风雪等原因的俄属哈萨克人可以轻易的进入新疆境内。随着进入新疆的俄属哈萨克人增多，他们与当地中属哈萨克族牧民的冲突逐步增多，其中一些作奸犯科之徒再遇到清军时自称良民，没有遇到军队时，便肆意掠夺。因为案件多发生在中俄接壤之处，歹徒在得手后立即逃往俄国境内，中方无法越境缉拿。这种情况导致新疆地区哈萨克牧民间的积案越来越多。着手整治边防的塔爾巴哈臺參贊大臣英廉多次要求俄方召回俄属哈萨克，俄方却未曾回应。1877年6月9日，中方逮捕了俄属哈萨克抢劫杀人犯卓兰，英廉将其处死，此一举引起俄方干涉，英廉获咎卸任。1878年，锡纶接任，并在案牍累累情况下，将两国边界多年来除杀人、抢劫等刑事大案之外的民事案件交由新设的营务处与俄方交涉后处理。

## 举办

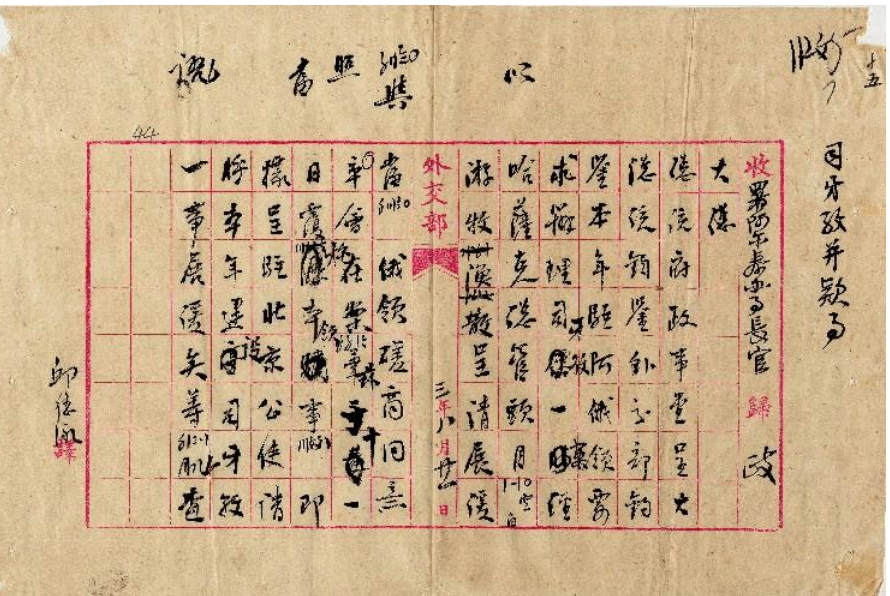
民国三年电报《辦理司牙孜及請款事暫緩由》

1871年至1877年，俄国曾单方面举办过四次司牙孜，分别为博罗呼吉尔司牙孜会、特克斯司牙孜会、乌瓦利司牙孜会、赛里木淖尔司牙孜会。由于没有中方参与，并不与“中俄会谳”性质相同，然而，其使用的哈萨克习惯法清理双方边民互控积案的方法被中俄会谳沿用。光绪五年（公元1879年），中俄在塔尔巴哈台地区创办司牙孜会谳制，双方均派出官员出席，其中首任中方代表为塔城营务处章京刘宽。另外还有两方哈萨克公举出头目以及断事官“拜依”（бий）依照哈萨克习惯法以及伊斯蘭教法共同审理边民积案，这一次共结案76起。此后分别在光绪八年（公元1882年）及光绪十一年（1885年）、光绪十二年（公元1886年）、光绪十四年（公元1888年）、光绪十七年（公元1891年）、光绪二十一年（公元1895年）、光绪二十二年（公元1896年）在伊犁、光绪二十五年（公元1899年）、光绪二十八年（1902年）、光绪三十年（1904年）、光绪三十四年（1908年）、宣统二年（1910年）召开大型司牙孜会谳共16次，其中9次在塔城、5次在伊犁、2次在喀什噶尔。另外，还有若干次范围有限的“小司牙孜”。
虽然一些学者认为司牙孜制度在清廷灭亡之后无以为继，但民国三年（公元1914年），中方在承化寺俄兵案后与俄方的交涉中同意与俄方举办司牙孜会谳并交由阿勒泰长官与俄商议开办。而直到民国六年（公元1917年）仅塔城司牙孜会谳由塔城道尹汪步端与俄方协商召开并将积案清理，而伊犁司牙孜会谳未被议及，时任新疆省省长杨增新曾照会俄方并拟在民国七年（公元1918年）召开司牙孜会。然而在1917年，俄国二月革命爆发，俄罗斯帝国灭亡。蘇維埃俄國成立后，苏俄仍希望按照旧时的方法解决两国边境的民间纠纷。然而杨增新等新疆政府官员认为司牙孜会谳存在不公平等缺陷，从而不愿意继续按照司牙孜会解决纠纷。1920年5月27日，新苏签订《伊宁会议定案》（又称《伊犁临时通商协定》），此后杨增新便以此多次解决中苏边民贸易之间的纠纷，司牙孜被新的协定所代替。

## 范围及意义
关于具体的积案数量因记载方式不同，统计起来存在差异，《新疆图志》记载共有29,350余起，《中国经营西域史》记载有29,329起，而也有学者通过当时史料匡计不包括小司牙孜的结案数为35,000起左右，撤销不受理的则是这个数字的2倍。司牙孜的原则为不使用中方或俄方法律，但依据哈萨克经典、习之惯法，由其中条例判罚或罚或赔，其中若是有需要增减、修改的地方须同俄方长官拟定，从而使其妥善且容易遵循。每届司牙孜会谳专章内容包括受理案件的时间范围、议罚赔偿案件的时间范围、按伊斯兰教法起誓的规定及免起誓的人员名单、赔偿命价的定额及有关内容、作为赔偿的牲畜的折价以及有关会议规定的其他问题，后期司牙孜专章被改为26条的定章并“永遵勿替”。关于司牙孜起草的法律条文也有所记载，其中1899年的司牙孜起草的条文共四十六条，2600多字，积案内容包括人命案、偷盗牲畜、财产、债权、婚姻、继承、审判程序等。司牙孜会谳从开始仅在哈萨克人之间的纠纷，逐步扩大到沿边信仰伊斯兰教的柯尔克孜人、维吾尔人以及索伦人、锡伯人和汉人等非穆斯林之间发生的纠纷案例也被纳入裁决。习惯法与伊斯兰教法在司牙孜会谳的召开下，在当时的中俄边界线上一度拥有了国际法的特权，也成为当时各国涉外纠纷解决机制难得一见的成功例子。

## 司牙孜制度的缺点
虽然司牙孜制度解决了数以万计的积案，但由于其自身特点，也有明显的弊端。比如其结案后便不可上诉，合计数年间损失数目并且是损失多少便相互赔偿多少，一些人就利用这些规则以少报多、凭空捏造被盗窃数量；这也导致了盗贼偷盗后，人们更愿意去索要赔偿而非缉拿盗贼，这就使得盗贼更加猖狂；虽然案件已结但以后一直会重复发生相同的案件。司牙孜对债务诉讼的案件并不会公平，尤其是有纠葛不清之时，大多是中国民众吃亏。司牙孜在办理人命案时也十分含糊，有时不论真假，均赔偿命价了事。所以杨增新认为司牙孜会谳“流弊滋多，不可以为法也”。